# Siphonodictyon labyrinthica
Siphonodictyon labyrinthica är en svampdjursart som först beskrevs av Hancock 1849.  Siphonodictyon labyrinthica ingår i släktet Siphonodictyon, och familjen Niphatidae. Arten är reproducerande i Sverige.